# Francisco González Ramos
Francisco González Ramos (n. Pueblo Nuevo, Guanajuato, México, 17 de agosto de 1958) es un religioso católico, profesor, filósofo y teólogo mexicano. Ordenado sacerdote en 1982. Durante estos años atrás, ha ejercido su ministerio pastoral ocupando diversos cargos en la Arquidiócesis de León y en la Diócesis de Irapuato.
El 9 de junio de 2014 fue nombrado por el papa Francisco como Primer Obispo de Izcalli.

## Biografía
Nacido en el municipio de Pueblo Nuevo del Estado de Guanajuato el día 17 de agosto de 1958, es el tercer hermano de nueve hijos. Su padre es Fulgencio González Fonseca y su madre Mónica Ramos González. Hizo sus estudios de primaria en el Colegio Gabino Chávez de su pueblo y después al descubrir su vocación religiosa entró al Seminario Diocesano de la ciudad de León, en el cual completó la secundaria y estudió las materias de propedéutica, filosofía y teología.
Pasó a ser diácono el 2 de mayo de 1982 y el 18 de julio de ese año fue ordenado sacerdote en la Catedral Basílica de la Madre Santísima de la Luz de León, por el entonces arzobispo "monseñor" Anselmo Zarza Bernal.
Tras ser ordenado inició su ministerio pastoral como asesor de disciplina de secundaria en el seminario. Un año más tarde se trasladó a Italia para licenciarse en Filosofía por la Pontificia Universidad Gregoriana de Roma.
A su regreso a México en 1986, volvió a trabajar en el seminario como asesor de la dimensión humana, profesor de filosofía y secretario.
También en 1997 pasó a ser párroco de la Iglesia del Espíritu Santo de Irapuato, decano de San Cayetano y Santa María de Guadalupe durante dos ocasiones y el 3 de enero de 2004 al crearse la Diócesis de Irapuato, fue elegido rector del nuevo seminario diocesano.
El Papa Benedicto XVI le otorgó el título honorífico de Capellán de Su Santidad en el 2007.
El 9 de junio de 2014, tras haber sido nombrado por el papa Francisco, es el Primer Obispo en la historia de la recién creada Diócesis de Izcalli, que está situada en la Zona Metropolitana del Valle de México.
Recibió la consagración episcopal el 22 de agosto del mismo año, a manos del Obispo de Irapuato  Mons.José de Jesús Martínez Zepeda actuando como consagrante principal y como co-consagrantes tuvo al Arzobispo Metropolitano de Mons. Carlos Aguiar Retes y al Obispo de Cuautitlán Guillermo Rodrigo Teodoro Ortiz Mondragón.
Tomó posesión oficial el día 22 de agosto. 

| Predecesor: - | Obispo de Izcalli 9 de junio de 2014 | Sucesor: En el cargo |